# Awaken
Awaken – debiutancki album zespołu The Empire Shall Fall. Wydany 17 listopada 2009 roku przez wytwórnię Angle Side Side Records. Album zostanie wydany ponownie 12 października 2010 przez wytwórnię Restricted Release.

## Lista utworów
1. "Awaken" – 4:09
2. "Lords of War" – 5:03
3. "Voices Forming Weapons" – 6:01
4. "Choir of Angels" – 4:55
5. "We The People" – 3:37
6. "These Colors Bleed" – 5:24
7. "Our Own" – 4:35
8. "The Kingdom" – 5:50[4][5][6]

## Teledyski
- "Lords Of War" (2010), prod. Kyle Regan[7]

## Twórcy

### Skład zespołu
- Jesse Leach - śpiew, słowa
- Jake Davenport - gitara prowadząca
- Marcus de Lisle - gitara
- Nick Sollecito - gitara basowa
- Jeff Pitts - perkusja

### Inni
- Marcus de Lisle - producent muzyczny
- Sean Small - miksowanie, mastering
- Matthew Yezuita - projektant graficzny
- Emily Stamp - fotograf
- Kim Kelly/Catharsis PR - public relations[8]